# Gil de Fontanet

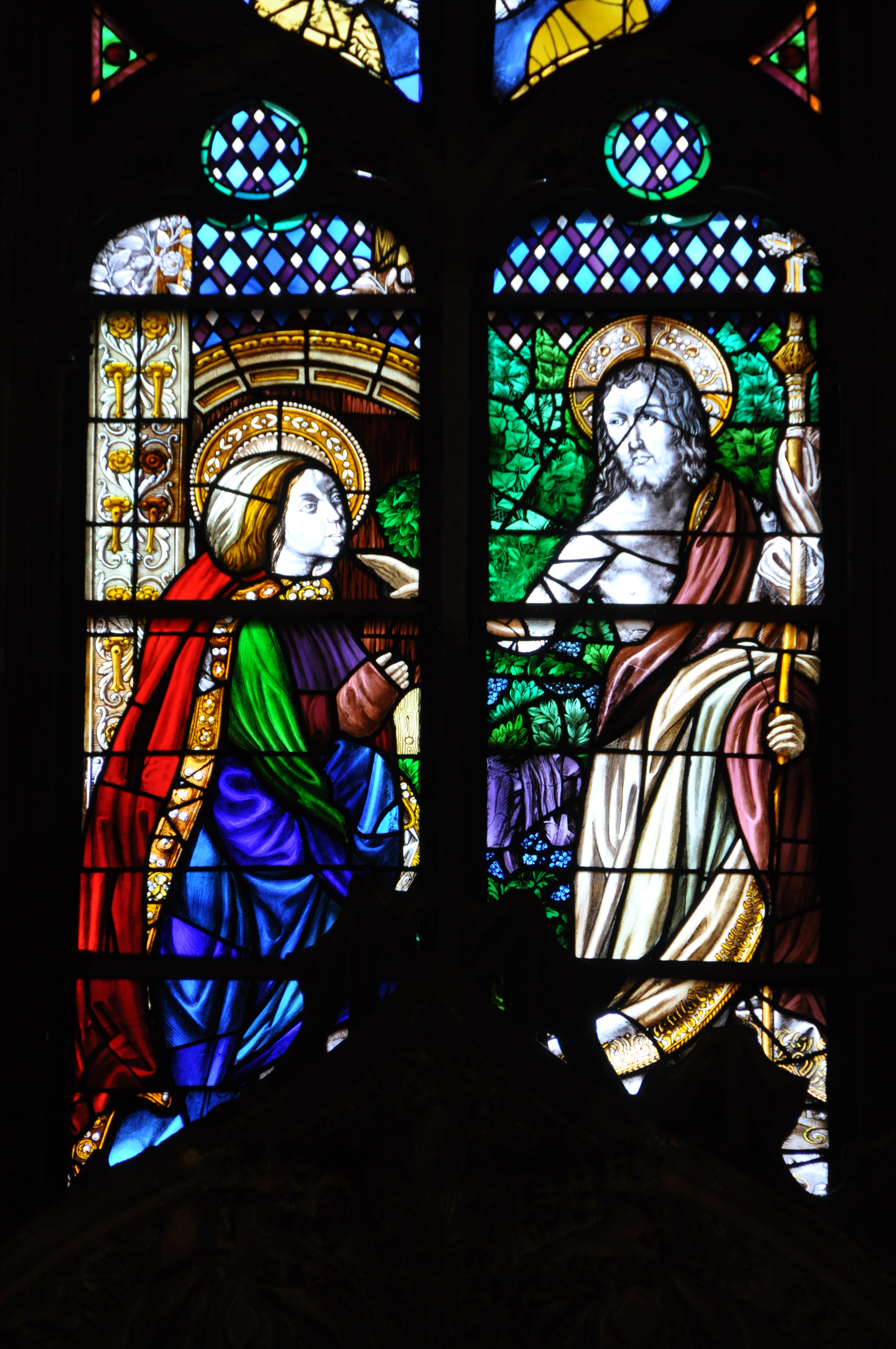
Vitrall de la Catedral de Barcelona, amb dibuix de Bermejo.

Gil de Fontanet (Ivorra, la Segarra) és un vidrier català del segle xv.
L'any 1483 està citat com mestre vidrier i se sap que va treballar a l'església de Santa Maria del Mar a Barcelona, al monestir de Pedralbes i al monestir de Valldonzella.
Per a la catedral de Barcelona, a la capella del baptisteri va realitzar l'any 1495 un vitrall, sobre dibuixos de Bartolomé Bermejo, la coneguda vidriera gòtica Noli me tangere.
Es va dedicar també a la restauració de vitralls, com les de Cervera o les de la catedral de Girona el 1523.
La seva família va continuar amb l'art dels vitralls amb el seu fill Jaume Fontanet, realitzador de nombroses obres a Catalunya.